# Казалино (Ђенова)
Казалино је насеље у Италији у округу Ђенова, региону Лигурија.
Према процени из 2011. у насељу је живело 118 становника. Насеље се налази на надморској висини од 431 м.